# نشانگان ترنر
سندرم ترنر (Turner Syndrome)یک ناهنجاری کروموزومی است که در سال ۱۹۳۸ توسط هنری ترنر (Henry Turner) کشف شد. در این بیماری فقط نوزادان دختر که به جای داشتن دو کروموزوم جنسی X تنها یک کروموزوم X یا دو کروموزومی که یکی از آن‌ها ناقص است متولد می‌شوند. تقریباً ۱ نفر از ۲۵۰۰ نفر همراه با این بیماری متولد می‌شود. سندرم ترنر بعد از سندروم داون شایعترین اختلال کروموزومی در انسان است.
نوزادان دچار سندرم ترنر در معرض خطر بالایی برای مرگ در دوران نوزادی قرار دارند، بطوریکه ۹۸٪ از تمام جنین‌های مبتلا به این سندرم به‌طور خودبخود سقط می‌شوند. در صورت زنده ماندن زنان مبتلا اغلب کوتاه قد و نازا بوده، آمنوره اولیه دارند. سندرم ترنر تنها مونوزومی سازگار با طبیعت است که فرصت تولد پیدا می‌کند.

## علائم
این افراد ظاهر کاملاً زنانه دارند و با عدم وجود تخمدان (gonadal dysgenesis)و قد کوتاه مشخص می‌شوند. بیماران اغلب به سایر ناهنجاری‌های مادرزادی مانند مشکلات آئورت، انسداد شریان ریوی، ناهنجاری‌های کلیوی، عقب ماندگی ذهنی و مشکلات شنوایی مبتلا هستند. سایر علایم بیماری عبارتند از:
- وجود بخشی پرده مانند در قسمت پوست بین گردن و شانه (پرده گردنی)
- خط رویش موی پایین در پشت سر
- شکل غیر عادی چشم‌ها از جمله افتادگی پلک
- اِدِم لنفاوی اندام‌ها
- نا هنجاری‌های اسکلتی
- سینه پهن و سپر مانند و فاصله بیش از حد نوک پستان‌ها

## کاریوتیپ
این افراد دارای کاریوتیپ 45X می‌باشند که نشان دهنده این است که فقط یک کروموزوم X دارند. این سندرم تنها منوزومی ای است که با حیات بشر مغایرت ندارد. 

کاریوتیپ یک فرد مبتلا به ترنر

## درمان
تزریق هورمون رشد اگر به موقع انجام شود، می‌تواند با افزایش رشد، حداکثر قد در دوران بلوغ را افزایش دهد. درمان با استروژن معمولاً در سنین ۱۲ یا ۱۳ سال آغاز می‌شود و می‌تواند در بروز خصوصیات ثانویه جنسی مؤثر باشداما نمی‌تواند موجب درمان نازایی شود. امروزه به زنان مبتلا به TS کمک می‌کنند که باردار شوند. به این ترتیب که یک تخمک اهدایی بارور شده را پرورش داده و رویان را در رحم بیمار ترنری جاسازی می‌کنند. به کمک هورمون درمانی، این زن می‌تواند جنین آزمایشگاهی را حفظ نموده و زایمان کند.